# Omphale mellea
Omphale mellea är en stekelart som beskrevs av Christer Hansson 1996. Omphale mellea ingår i släktet Omphale och familjen finglanssteklar. Inga underarter finns listade i Catalogue of Life.